# Bareilly (Division)
Die Division Bareilly ist eine Division im indischen Bundesstaat Uttar Pradesh. Die Division ist Teil der Region Rohilkhand.

## Distrikte
Die Division Bareilly gliedert sich in vier Distrikte:
| Distrikt     | Verwaltungssitz | Fläche in km² | Einwohner (2011) | Ew./km² |
| ------------ | --------------- | ------------- | ---------------- | ------- |
| Bareilly     | Bareilly        | 4.120         | 4.448.359        | 1.080   |
| Badaun       | Badaun          | 4.234         | 3.129.000        | 739     |
| Pilibhit     | Pilibhit        | 3.686         | 2.031.007        | 551     |
| Shahjahanpur | Shahjahanpur    | 4.388         | 3.006.538        | 685     |